# Globularia indubia
Globularia indubia är en grobladsväxtart som först beskrevs av Eric R.Svensson Sventenius, och fick sitt nu gällande namn av Kunk.. Globularia indubia ingår i släktet bergskrabbor, och familjen grobladsväxter. Inga underarter finns listade i Catalogue of Life.